# KARD
Kard (кор. 카드, стилизуется как KARD, K.A.R.D или K♠RD, рус. КАРД) – южнокорейская смешанная группа, сформированная в 2016 году компанией DSP Media. Коллектив состоит из четырёх участников: J.Seph, BM, Сомин и Джиу. Официальный дебют состоялся 19 июля 2017 года с мини-альбомом Hola Hola.

## Название
Название группы представляет собой аббревиатуру различных «карт», которые присваиваются каждому участнику: BM присваивается как карта «Король», у J.Seph карта «Туз», у Сомин «Чёрный джокер», и у Джиу «Цветной джокер». Агентство также заявило о некой «скрытой карте», но не получило дальнейшего развития в своем заявлении.

## Карьера

### Предебют
В 2012 году Сомин, будучи стажёром DSP Media, стала участницей новой женской группы Puretty. Первоначальный дебют состоялся в Японии, однако в будущем агентство хотело продвигать коллектив в Корее. Они успели выпустить два сингловых альбома («Cheki☆Love» и «Shuwa Shuwa BABY»), прежде чем в январе 2014 года стало известно о расформировании. Спустя четыре месяца после распада Сомин стала участницей шоу «Проект Kara» (англ. Kara Project), где заняла второе место. 24 августа 2015 года она дебютировала как лидер и главная вокалистка гёрл-группы APRIL, но уже в ноябре покинула коллектив.
Джиу была трейни FNC Entertainment. Перед дебютом KARD она стажировалась в DSP всего пару месяцев.
Джэй Сэп был трейни DSP на протяжении пяти лет. До дебюта в KARD он должен был сформировать хип-хоп дуэт с B.M, но в итоге всё было отменено. В июле 2015 года вышел дебютный мини-альбом Гу Хары, участницы Kara, где BM принял участие в записи песни «La La La». Он также стал партнёром в видеоклипе и на выступлениях с синглом «Choco Chip Cookies». В танцевальной практике B.M и Джэй Сэп выступили в качестве партнёров.

### 2016‒2017: Проектные синглы, дебют сHola Holaи мировой тур
DSP Media впервые объявили о создании Kard 1 декабря 2016 года после открытия нескольких аккаунтов в социальных сетях под именем группы. После того, как они были представлены в последовательном порядке, все участники группы были представлены к 5 декабря, при этом лейбл подробнее остановился на концепции их карточной игры. Затем DSP Media подтвердили, что первый релиз группы намечен на 13 декабря.
8 декабря Kard объявили, что их первым «скрытым» участником станет их коллега по лейблу Хо Ён Джи, и далее уточнили, что Ёнджи будет активена только в первом выпуске «Kard Project» группы, в котором они выпустят три сингла проекта, перед их официальным дебютом. Объявление было сделано четырьмя участниками группы, включая Ёнджи, в прямом эфире в приложении V-Live. На следующий день был выпущен тизер музыкального видео для их первого сингла проекта под названием «Oh NaNa».
Сингл был выпущен 13 декабря. Музыкальное видео на песню набрало более 1,25 миллиона просмотров за три дня. После выхода песни журнал Billboard включил Kard в свой список «10 лучших новых K-pop групп 2016 года», заняв 8-е место, причем группа попала в список всего через восемь дней после начала своего пред-дебютного проекта. Затем «Oh NaNa» стала первой записью группы в мировом чарте цифровых продаж песен Billboard, песня достигла 5-го места и оставалась в чарте в течение 8 недель.
19 января 2017 года Billboard выбрал Kard в качестве одного из «5 лучших исполнителей K-Pop на которых стоит обратить внимание в 2017 году», сославшись на смешанный гендерный состав группы и их международное внимание, которое было замечено, когда клип на «Oh NaNa» стал одним из самых просматриваемых видео в Соединенные Штаты за декабрь месяц.
16 февраля Kard выпустили свой второй сингл проекта под названием «Don't Remember», занявший 22-е место в UK Singles Chart и 34-е место в бразильском песенном чарте. Через шесть дней после выхода песни клип на песню набрал более 6 миллионов просмотров. Как и его предшественник, сингл попал в мировой чарт продаж цифровых песен Billboard и достиг 5-й строчки, но оставался в чарте дольше, продержавшись в чартах 12 недель. Английская версия песни была выпущена группой 1 марта., который ознаменовал второй релиз группы со «скрытой картой».
21 апреля LG Electronics объявила, что выбрали группу в качестве своего глобального посла для смартфона G6. После этого стало известно, что весь контент для финального сингла проекта Kard под названием «Rumor», включая музыкальные клипы, будет создан в сотрудничестве с LG Electronics G6. 24 апреля был выпущен сингл с музыкальным видео на песню с участием корейского хореографа Z.Sun как третий участник группы «скрытая карта».
Затем группа отправилась в свой первый концертный тур, известный как Wild Kard Tour 2017, который проходил в 11 городах Канады, Соединенных Штатов, Мексики и Бразилии с мая по июнь 2017 года. Сообщалось, что все билеты на концертный тур были распроданы. В разгар тура группы был показан в их первом сольном реалити-шоу под названием «Secret Kard», в котором рассказывалось о переживаниях группы во время их концертного тура «Wild Kard». Премьера сериала состоялась на YouTube-канале M2 19 июня.
Kard официально дебютировали 19 июля, выпустив свой первый мини-альбом Hola Hola. Альбом состоит из шести треков с синглами из их предыдущих проектов, а также заглавный одноименный трек. Группа провела своюй дебютный шоукейс в Ilji Art Hall в Каннам-гу, Сеул. Альбом дебютировал в нескольких чартах Billboard, заняв 3-ю строчку в World Albums, 25-ю строчку в Heatseekers Albums и 46-ю строчку в Independent Album Chart. Одноименный заглавный трек альбома также вошел в мировой чарт цифровых продаж песен Billboard на 4-м месте, в то время как другие треки альбома, «I Can’t Stop» и «Living Good», заняли 10-е и 12-е места соответственно.
19 августа группа выступила на летнем фестивале Sonic 2017, известном как один из крупнейших рок-фестивалей в мире, проходившем в Японии. На следующий день группа выступила на второй день фестиваля KCON 2017, проходившего в Staples Center в Лос-Анджелесе. После выступления на KCON группа отправилась в свой второй концертный тур, «2017 Wild Kard Tour PT. 2», который проходил с сентября по октябрь 2017 года, с пятью европейскими концертами в Лондоне, Лиссабоне, Мадриде, Милане и Роттердаме и пятью североамериканскими концертами в Миннеаполисе; Вашингтоне, округ Колумбия; Нью-Йорке; Майами; и Сан-Франциско.
Группа выпустила свой второй мини-альбом, You & Me, 21 ноября, с одноименным ведущим синглом. Альбом дебютировал под номером 8 в чарте альбомов Gaon, а также дебютировал под номером 4 в чарте мировых альбомов США и под номером 17 в чарте альбомов Heatseekers в США, достигнув своего нового пика как группа.

### 2018—2019: Сольный концерт,Way With Words,
Участницы группы, Сомин и Джиу, были представлены в специальной версии песни «Lo Siento», ведущего сингла альбома Super Junior Replay (переиздание альбома их восьмого корейского студийного альбома Play). Эта версия включена в цифровую версию альбома, релиз которого состоялся 12 апреля 2018 года. Сомин и Джиу присоединились к Super Junior, чтобы исполнять песню на различных корейских музыкальных программах. Затем группа провела турне по всей Азии, охватив четыре страны: Сингапур, Тайвань, Гонконг и Филиппины. Группа также выступала на South By Southwest (SXSW) 2018.
14 апреля группа провела фан-митинг с местными фанатами во время своего тура WildCard 2018 в зале Kasablanka в Джакарте, Индонезия. Затем были проведены две встречи в Австралии в городе Мельбурн 26 апреля и в Сиднее 29-го. 25 июля они вернулись со своим третьим мини-альбомом, Ride On the Wind.[44] Альбом дебютировал и достиг 7-го места в чарте альбомов Gaon. Альбом также дебютировал и достиг 8-го места в чарте мировых альбомов Billboard.
19 августа Kard провели свой первый сольный концерт в Южной Корее с момента своего дебюта, завершив концерт Wild Kard in Seoul, который состоялся в YES24 Live Hall в Кванджин-гу, Сеул.
27 марта 2019 года состоялся релиз сингла «Bomb Bomb». 6 ноября группа выпустила сингл «Dumb Litty».

### 2020—2021:Red Moon
12 февраля 2020 года KARD выпустили четвёртый мини-альбом Red Moon с одноименный заглавным синглом.
26 августа KARD выпустили свой первый сингл-альбом Way with Words и заглавный трек «Gunshot».
5 октября J.Seph поступил на обязательную военную службу в качестве действующего военнослужащего.

## Состав
- J.Seph
- B.M
- Сомин
- Джиу

| Сценический псевдоним | Сценический псевдоним | Настоящее имя | Настоящее имя | Дата рождения | Позиция в группе                                 | Карта          |
| Основной              | Другой                | На русском    | Хангыль       | Дата рождения | Позиция в группе                                 | Карта          |
| --------------------- | --------------------- | ------------- | ------------- | ------------- | ------------------------------------------------ | -------------- |
| Джэй Сэп              | J.Seph                | Ким Тэ Хён    | 김태형        | 21.06.1992    | Главный рэпер, ведущий танцор, саб-вокалист.     | Туз            |
| BM                    | B.M                   | Ким Мэттью    | 매튜김        | 20.10.1992    | Главный танцор, ведущий рэпер, саб-вокалист.     | Король         |
| Сомин                 | Somin                 | Чон Со Мин    | 전소민        | 22.08.1996    | Главная вокалистка, вижуал.                      | Чёрный Джокер  |
| Джиу                  | Jiwoo                 | Чон Джи У     | 전지우        | 04.10.1996    | Главный танцор, рэпер,ведущая вокалистка, макнэ. | Цветной Джокер |

## Дискография

### Мини-альбомы
- Hola Hola (2017)
- You & Me (2017)
- Ride on the Wind (2018)
- Red Moon (2020)
- Re: (2022)
- Icky: (2023)
- ’ Where To Now? (Pt. 1 : Yellow Light) ‘ (2024)

## Концерты и туры
Хэдлайнеры
- * Wild Kard Tour (2017–2019)
- Play Your Kard Right Tour (2019–н.в)
- Wild Kard In Brazil, Mexico, Chile & USA (2022)

## Фильмография

### Драма
| Год  | Название              | Канал     | Участник(ца) | Роль              | Примечание           |
| ---- | --------------------- | --------- | ------------ | ----------------- | -------------------- |
| 2014 | Секретная любовь KARA | Dramacube | Сомин        | В роли самой себя | Камео                |
| 2015 | Эпизод April          | DSP Media | Сомин        | В роли самой себя | Главная роль с APRIL |

### Реалити-шоу
| Год       | Название       | Канал     | Участник(ца) | Примечание          |
| --------- | -------------- | --------- | ------------ | ------------------- |
| 2014      | Проект Kara    | MBC Music | Сомин        | Участница (с Енчжи) |
| 2020      | Good Girl      | Mnet      | Джиу         | Участница           |
| 2021-2022 | Double Trouble | Watcha    | Джиу         | Участница           |

### Видеоклипы
| Год  | Название                                         | Режиссёр                     | Ссылка |
| ---- | ------------------------------------------------ | ---------------------------- | ------ |
| 2016 | "Oh NaNa"                                        | INSP, SUIKO (KOINRUSH)       | [ 36 ] |
| 2017 | "Don't Recall"                                   | INSP, SUIKO (KOINRUSH)       | [ 37 ] |
| 2017 | "Don't Recall" Hidden ver.                       | INSP, SUIKO (KOINRUSH)       |        |
| 2017 | "RUMOR"                                          | INSP, SUIKO (KOINRUSH)       | [ 38 ] |
| 2017 | "RUMOR" Hidden ver.                              | INSP, SUIKO (KOINRUSH)       |        |
| 2017 | "Hola Hola"                                      | INSP, SUIKO (KOINRUSH)       | [ 39 ] |
| 2017 | "You In Me"                                      | Kim Young-jo & Yoo Seung-woo | [ 40 ] |
| 2017 | "Trust Me"                                       | Kim Young-jo & Yoo Seung-woo | [ 40 ] |
| 2018 | "Ride on the Wind"                               | Kim Young-jo & Yoo Seung-woo | [ 41 ] |
| 2018 | "Ride on the Wind" Choreography ver.             | Kim Young-jo & Yoo Seung-woo |        |
| 2018 | "Knockin' On My Heaven's Door" Choreography ver. | Неизвестно                   |        |
| 2019 | «Bomb Bomb»                                      | Неизвестно                   | [ 42 ] |
| 2019 | "Bomb Bomb" Performance ver.                     | Неизвестно                   |        |

## Награды и номинации

### Asia Artist Awards
| Год  | Номинируемая работа | Категория              | Результат |
| ---- | ------------------- | ---------------------- | --------- |
| 2017 | KARD                | Rookie Award           | Победа    |
| 2018 | KARD                | New Wave Award (Music) | Победа    |

### CJ E&M America Awards
| Год  | Номинируемая работа | Категория      | Результат |
| ---- | ------------------- | -------------- | --------- |
| 2017 | KARD                | Hottest Rookie | Победа    |

### Melon Music Awards
| Год  | Номинируемая работа | Категория       | Результат |
| ---- | ------------------- | --------------- | --------- |
| 2017 | KARD                | Best New Artist | Номинация |

### Seoul Music Awards
| Год  | Номинируемая работа | Категория            | Результат |
| ---- | ------------------- | -------------------- | --------- |
| 2018 | KARD                | New Artist Award     | Номинация |
| 2018 | KARD                | Popularity Award     | Номинация |
| 2018 | KARD                | Hallyu Special Award | Номинация |